# Cunila origanoides
Cunila origanoides là một loài thực vật có hoa trong họ Hoa môi. Loài này được (L.) Britton mô tả khoa học đầu tiên năm 1894.

## Hình ảnh

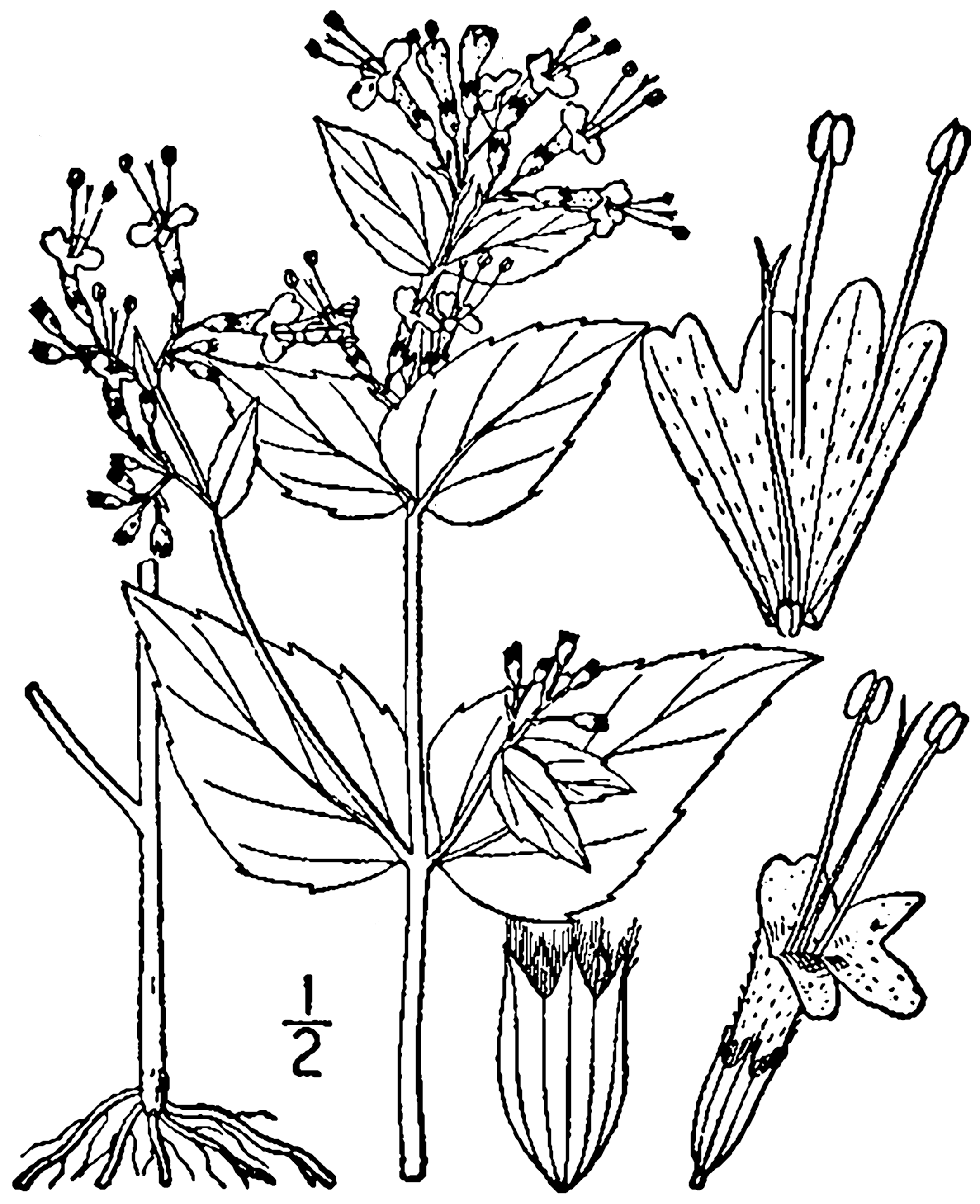